# Eriocephalus aromaticus
Eriocephalus aromaticus là một loài thực vật có hoa trong họ Cúc. Loài này được C.A.Sm. mô tả khoa học đầu tiên năm 1931.